# Plaga
Vegeu Úlcera per la ferida oberta.
El terme plaga, o malura, resulta difícil de definir en un sentit tancat, ja que segons l'OMS una plaga és tota aquella població d'una espècie animal, que quan supera una determinada densitat en un determinat lloc, anomenat llindar de tolerància, provoca perjudicis en les persones.
L'ésser humà ha intentat sempre controlar les espècies que li causen danys mitjançant el control de plagues, molt sovint amb l'ús de biocides.

## Desenvolupament de plagues
Les plagues, com la resta de poblacions naturals, tenen es veuen afectats per: 
1. Condicionants físics (temperatura, humitat)
2. Disponibilitat dels hàbitats adequats i suficients per a completar el cicle vital.
3. Presència i tipus de depredadors
4. Disponibilitat de font d'aliments i aigua.

## Tipus de plagues
Segons el tipus de perjudicis sobre l'activitat humana hom pot classificar les plagues en:
- Estructurals: quan afecten la integritat d'edificis (p. ex.: bigues i altres objectes de fusta afectades per tèrmits o corcs de la fusta).
- Sanitàries: quan poden contaminar aliments amb els seus excrements (p. ex.: ratolins en un mercat) o provocar molèsties (p. ex.:puces a dins d'un domicili) i fins i tot actuar com a vectors de malalties zoonòtiques (p. ex.: malària i el Virus del Nil occidental en els mosquits, febre Q en paparra, ràbia per mossegades de cànids, brucel·losi…) altres elements portadors d'agents patògens.
- Fitosanitàries: quan afecten la qualitat i la quantitat de les collites o del bosc: fongs, corcs, insects. Exemples: la fil·loxera als ceps o el corc del suro a les alzines.
- Productives: quan afecten a la productivitat o al rendiment d'alguna empresa.

Segons la duració de la infestació:
- Permanents: quan les condicions ambientals que determinen l'activitat de la població són estables.
- Temporals o intermitents: quan aquestes condicions no són estables. En aquest cas es pot parlar de plagues de temporada o estacionals (per exemple: La presència de mosquits ve determinada per la presència d'aigua estancada i temperatures moderadament altes; variacions d'aquests dos paràmetres produiran efecte sobre la presència dels individus adults).

## Manifestacions culturals
Les plagues són esmentades en l'Antic Testament, a l'Èxode, on Moisès convocà deu plagues contra el poble d'Egipte i mitjançant les quals aconseguí atemorir i fer xantatge al faraó per tal que alliberés al poble d'Israel del seu captiveri.
Ja des d'un punt de vista més històric, ja que aquest succés és presentat a la Bíblia amb un punt de vista més aviat metafòric, les plagues són relatades com a pestes a l'antiga Roma en el segle i aC i durant l'edat mitjana.
Amb tot el terme plaga ha estat associat sempre a un perjudici cap a la humanitat.